# Spengels muspapegaai
De Spengels muspapegaai (Forpus spengeli) is een vogel uit de familie Psittacidae (papegaaien van Afrika en de Nieuwe Wereld). Deze vogel is genoemd naar de Duitse zoöloog Johann Wilhelm Spengel (1852-1921).

## Verspreiding en leefgebied
Deze soort is endemisch in noordelijk Colombia.

## Status
De grootte van de populatie is niet gekwantificeerd maar de soort wordt omschreven als algemeen. Op de Rode lijst van de IUCN heeft deze soort de status niet bedreigd.